# Canton de Saint-Martin-Vésubie
Le canton de Saint-Martin-Vésubie est une ancienne division administrative française, située dans le département des Alpes-Maritimes et la région Provence-Alpes-Côte d'Azur.

## Composition
Le canton de Saint-Martin-Vésubie était composé des communes de :
| Nom                              | Code Insee | Intercommunalité           | Population (dernière pop. légale) |
| -------------------------------- | ---------- | -------------------------- | --------------------------------- |
| Saint-Martin-Vésubie (chef-lieu) | 06127      | Métropole Nice Côte d'Azur | 1 391 (2014)                      |
| Venanson                         | 06156      | Métropole Nice Côte d'Azur | 152 (2014)                        |

## Histoire
Le canton s'appelait Saint-Martin-Lantosque au XIXe siècle. 

## Représentation

### conseillers généraux de 1861 à 2015
| Période               | Identité                          | Parti               | Qualité |
| --------------------- | --------------------------------- | ------------------- | --- |
|                       |                                   |                     | |
| 1861-1871             | Louis Lubonis                     | Majorité dynastique | Député au Corps Législatif (1860-1868) Président du Conseil général (1861-1869)                                                                            |
| 1871-1880             | Eugène Roissard de Bellet         | Droite              | Député (1876-1881) |
| 1880-1894 (décès)     | André Poullan                     | Républicain         | Adjoint au maire de Nice |
| 1894-1904             | Félix Poullan (fils du précédent) | Républicain         | Avocat - Député (1898-1914) |
| 1904-1910             | Louis Guigo                       | Républicain         | Notaire Maire de Venanson (1881-1884 et 1888-1919) |
| 1910-1914 (décès)     | Joseph Marion                     |                     | Ancien adjudant, propriétaire à Grasse et à Saint-Martin-Vésubie                                                                                           |
| 1914-1919             | Joseph-Sylvio Cagnoli             | Républicain         | Médecin, maire de Saint-Martin-Vésubie (1908-1919), conseiller d'arrondissement                                                                            |
| 1919-1940             | Louis Fulconis (1877-1952)        | Rad.Ind             | Médecin à Nice Maire de Saint-Martin-Vésubie (1919-1940)                                                                                                   |
|                       |                                   |                     | |
| 1943-1945             | Louis Blanchard                   |                     | Président de la délégation spéciale de Saint-Martin-Vésubie Nommé conseiller départemental en 1943                                                         |
|                       |                                   |                     | |
| 1945-1949             | Louis Fulconis                    | Rad.Ind             | Médecin Maire de Saint-Martin-Vésubie (1947-1949) |
| 1949-1955             | Jean-Louis Boyeaux                | RGR                 | Magistrat, Nice |
| 1955-1979             | Henri Verdeil                     | DVD                 | Pharmacien Conseiller municipal de Saint-Martin-Vésubie (1953-1959) puis de Nice (1959-1988) Vice-président du Conseil général                             |
| 1979-1985             | Paul Chomicki                     | PS puis DVG         | Assistant à la Faculté de Nice Conseiller municipal de Saint-Martin-Vésubie                                                                                |
| 1985-2008 (démission) | Gaston Franco                     | RPR puis UMP        | Directeur de l'office de tourisme de Nice Maire de Saint-Martin-Vésubie (1989-2014) Député (1993-1997) Député européen (2009-2014)                         |
| 2008-2015             | Éric Ciotti                       | UMP                 | Collaborateur parlementaire Député des Alpes-Maritimes depuis 2007 Président du Conseil général (2008-2017) Elu en 2015 dans le Canton de Tourrette-Levens |

### Conseillers d'arrondissement (de 1861 à 1940)
| Période                                  | Période | Identité                     | Étiquette   | Qualité |
| ---------------------------------------- | ------- | ---------------------------- | ----------- | --- |
| avant 1869                               | 1871    | Charles Bergondi (1822-1891) |             | Négociant et rentier à Nice                                                                                 |
| 1871                                     |         | M. Richeris                  |             | |
|                                          |         |                              |             | |
| 1904                                     | 1913    | Joseph-Sylvio Cagnoli        | Républicain | Docteur en médecine, maire de Saint-Martin-Vésubie (1908-1919)                                              |
| 1913                                     | 1919    | M. Giuge                     |             | |
| 1919                                     | 1925    | Antoine Maïssa (1880-1954)   |             | Cultivateur retraité, Saint-Martin-Vésubie                                                                  |
| 1925                                     | 1931    | Séraphin Matteudi            |             | Charcutier, conseiller municipal de Saint-Martin-Vésubie                                                    |
| 1931                                     | 1937    | Joseph Martin                |             | Cultivateur à Saint-Martin-Vésubie                                                                          |
| 1937                                     | 1940    | M. Baile                     | Radical     | |
| 1940                                     |         |                              |             | Les conseils d'arrondissement ont été suspendus par la loi du 12 octobre 1940 et n'ont jamais été réactivés |
| Les données manquantes sont à compléter. |         |                              |             | |

## Démographie
| 1962  | 1968  | 1975  | 1982  | 1990  | 1999  | 2006  | 2011  | 2012  |
| ----- | ----- | ----- | ----- | ----- | ----- | ----- | ----- | ----- |
| 1 222 | 1 150 | 1 272 | 1 262 | 1 136 | 1 221 | 1 473 | 1 476 | 1 497 |